# Trochilus
Trochilus é um gênero de aves apodiformes pertencentes à família Trochilidae, que inclui os beija-flores. Possui duas espécies, ambas endêmicas da Jamaica. É o gênero-tipo da família Trochilidae. Atualmente, a maioria das autoridades reconhecem os dois táxons deste gênero como duas espécies separadas, mas algumas (como a AOU) continuam a tratá-las como coespecíficas, onde, nesse caso, scitulus é uma subespécie de T. polytmus.

## Taxonomia e lista de espécies
O gênero foi introduzido pelo naturalista sueco Carl von Linné em 1758 na décima edição do Systema Naturae. Seu nome vem do grego antigo τροχιλος, trokhilos, uma pequena ave não identificada, mencionada por Aristóteles. Alguns autores acreditam que esta palavra referia-se à uma carriça. Subsequentemente, o beija-flor-de-cabeça-preta foi designado espécie-tipo. Em seu Systema Naturae, Linné inicialmente incluiu 18 espécies no gênero Trochilus. Destas, 12 são ainda reconhecidas, porém apenas o beija-flor-de-cabeça-preta se encontra em seu gênero original. Atualmente, o gênero possui duas espécies:
| Imagem | Nome científico    | Autoridade             | Distribuição        |
| ------ | ------------------ | ---------------------- | ------------------- |
|        | Trochilus polytmus | Linnaeus, 1758         | Jamaica             |
|        | Trochilus scitulus | Brewster & Bangs, 1901 | nordeste da Jamaica |